# 承徳
承徳（、しょうとく、旧字体：承德）は、日本の元号の一つ。永長の後、康和の前。1097年から1099年までの期間を指す。この時代の天皇は堀河天皇。

## 改元
- 永長2年11月21日（ユリウス暦1097年12月27日） 天変、地震、洪水、大風などにより改元
- 承徳3年8月28日（ユリウス暦1099年9月15日） 康和に改元

## 承徳期におきた出来事
- 1097年（承徳元）
  - 9月 - 宋の明州から牒状来る。
  - 12月 - 大宰府から返書させる。

## 西暦との対照表
※は小の月を示す。
| 承徳元年（丁丑） | 一月      | 閏一月 | 二月※ | 三月※ | 四月  | 五月※ | 六月※ | 七月  | 八月※ | 九月    | 十月   | 十一月  | 十二月※   |
| ---------------- | --------- | ------ | ----- | ----- | ----- | ----- | ----- | ----- | ----- | ------- | ------ | ------- | --------- |
| ユリウス暦       | 1097/1/16 | 2/15   | 3/17  | 4/15  | 5/14  | 6/13  | 7/12  | 8/10  | 9/9   | 10/8    | 11/7   | 12/7    | 1098/1/6  |
| 承徳二年（戊寅） | 一月      | 二月   | 三月※ | 四月※ | 五月  | 六月※ | 七月※ | 八月  | 九月※ | 十月    | 十一月 | 十二月※ |           |
| ユリウス暦       | 1098/2/4  | 3/6    | 4/5   | 5/4   | 6/2   | 7/2   | 7/31  | 8/29  | 9/28  | 10/27   | 11/26  | 12/26   |           |
| 承徳三年（己卯） | 一月      | 二月   | 三月※ | 四月  | 五月※ | 六月  | 七月※ | 八月※ | 九月  | 閏九月※ | 十月   | 十一月※ | 十二月    |
| ユリウス暦       | 1099/1/24 | 2/23   | 3/25  | 4/23  | 5/23  | 6/21  | 7/21  | 8/19  | 9/17  | 10/17   | 11/15  | 12/15   | 1100/1/13 |